# Ludwig Ahgren
 (septembre 2024).
Le contenu est difficilement compréhensible vu les erreurs de traduction, qui sont peut-être dues à l'utilisation d'un logiciel de traduction automatique.
Ludwig Ahgren (/ˈludwɪɡ ˈɑgɹən/), né le 6 juillet 1995, est un vidéaste web, podcasteur, commentateur et compétiteur d'esport américain. Créateur de contenu sur Twitch de 2018 à fin 2021 et sur YouTube depuis, Ahgren est surtout connu pour son contenu lié aux jeux vidéo ainsi que pour différents jeux télévisés, concours et jeux d'argent. Il est également connu pour son travail en tant que commentateur d'esports dans divers tournois de Super Smash Bros. Melee. Depuis qu'il a commencé à streamer à plein temps le 16 février 2019, Ahgren était devenu l'un des streamers les plus connus de Twitch.
Du 22 mars au 12 mai 2021, Ahgren est le streamer le plus suivi sur Twitch. Après un événement d'abonnements en masse largement médiatisé, Ahgren est devenu le 13 avril 2021 le streamer Twitch possédant le plus grand nombre d'abonnés payants, atteignant un maximum de 283 066 abonnés simultanément, battant le record du streamer Twitch Ninja.
Le 29 novembre 2021, Ahgren annonce avoir signé un accord d'exclusivité avec YouTube.

## Jeunesse
Ahgren grandit dans une famille bilingue franco-américaine à Hollis, dans le New Hampshire, aux côtés de sa mère et de sa sœur, son père étant décédé lorsqu'il avait 10 ans[réf. nécessaire].
Il fréquente le lycée Hollis/Brookline High School (en), où il obtient son diplôme en 2013. En 2012, il participe à la production de son lycée La revanche d'une blonde, avec le rôle de Warner,. À cette époque, il découvre les chaînes de commentaires de Call of Duty comme Hutch, SeaNanners et WoodysGamerTag, qui l'ont inspiré pour créer la chaîne YouTube « TheZanySidekick », sa première incursion dans la création de contenu[réf. nécessaire].
Ahgren déménage en Arizona pour faire ses études à l'université, où il a rejoint le club de comédie Tempe Late Night, et a également découvert la compétition Super Smash Bros. Melee. S'étant intéressé au jeu après avoir regardé The Smash Brothers et assisté à un tournoi dans le New Hampshire, il se rend à des tournois locaux d'esport en Arizona. Il est diplômé cum laude de l'université d'État de l'Arizona avec un double diplôme en littérature anglaise et journalisme et communication de masse en 2017.
Après avoir obtenu son diplôme, Ahgren postule pour des emplois à New York et à Los Angeles. Après la fin de son bail en Arizona, Ahgren emménage dans une Toyota Camry de location pour un entretien d'embauche avec le magazine Wine & Spirit (en). Il accepte une offre d'emploi à Los Angeles pour un poste de rédacteur Web pour le magazine, bien qu'il n'ait aucune expérience préalable en développement Web. Il finit par se faire licencier de chacun des cinq emplois qu'il occupait à Los Angeles, notamment en tant que responsable du marketing dans une entreprise de cigarettes électroniques (ce qui l'a finalement conduit à une collaboration avec FaZe Banks). Après avoir été licencié une cinquième fois, il choisit de ne pas chercher de nouvel emploi et s'engage dans les streams sur Twitch à plein temps, ce qu'il faisait à temps partiel depuis plusieurs mois,.

## Carrière de jeu compétitif
En tant que joueur de Super Smash Bros. Melee, Ahgren a connu un succès limité mais notable. Il réalise ses principales performances en 2017, remportant une série de parties contre deux joueurs classés dans le top 104 de la communauté de Melee : Chillindude de Team Liquid — qui jouait son personnage secondaire de Mario et avec Tempo Storm. Vro qu'il a l’habitude de jouer — et Westballz, alors classé 12e au monde, perdant plus tard le set. Ahgren rencontre un succès plus important en tant que commentateur de Super Smash Bros. Melee, diffusant et animant les matchs dans de nombreux tournois majeurs sur le jeu vidéo dont le Genesis. En 2019, Chillindude bat Ahgren lors d'un match revanche à Mainstage, un tournoi national en Ontario, en Californie.
En 2018, Ahgren organise un tournoi multijoueur de Super Smash Bros. Melee sur invitation à 1 000 $ intitulé Ludwig Ahgren Championship Series, qui a été remporté par le joueur SFAT du club Counter Logic Gaming. Le 13 avril 2020, Ahgren annonce un deuxième édition de la compétition sous le nom de Worldwide Ludwig Ahgren Championship Series, finalement renommé Ludwig Ahgren Championship Series 2 le 30 juin 2020. Le tournoi a eu lieu les 25 et 26 juillet et a été remporté par le joueur des Golden Guardians Zain.
En novembre 2020, après que le tournoi The Big House 10 ait reçu un cesser et s'abstenir de Nintendo concernant l'utilisation par le tournoi d'un émulateur qui permettait le jeu en ligne et le matchmaking pour Melee, Ahgren a annoncé le Ludwig Ahgren Championship Series 3, un tournoi caritatif impromptu. LACS 3 a eu lieu les 20 et 21 décembre, voyant Mang0 gagner 3-1 contre iBDW lors de la grande finale, et a collecté plus de 261 668 $ pour Gamers for Love.

## Carrière de streaming
Ahgren a commencé à streamer en direct à temps partiel le 16 mai 2018. Le 16 février 2019, il s'est consacré au streaming à plein temps comme carrière.
En 2018 et 2019, le live d'Ahgren a conservé une audience relativement restreinte, diffusant principalement du contenu basé sur Super Smash Bros. Melee, Mario Party 2 et Dark Souls. Ses lives ont progressivement augmenté en audience, ainsi que son nombre d'abonnés. Son audience a commencé à augmenter en juillet 2019 et a augmenté de façon spectaculaire en octobre 2019.
Le 10 novembre 2019, Ahgren a établi le record du monde du mini-jeu de brassage de boutons Domination de Mario Party 4, allant plus vite qu'un bot de speedrun assisté par outil conçu pour être le plus rapide possible, établissant un score de 201, supérieur à la limite de 160 ce qui était possible grâce à un mod qui augmentait la limite de points marqués,. Le journaliste de Polygon Owen S. Good a comparé l'expression d'Ahgren après avoir terminé l'exploit à l'expression de la légende de la NBA Shaquille O'Neal après son emblématique dunk alley-oop lors de la finale de la Conférence Ouest de 2000, en disant : « Si des extraterrestres atterrissaient et que je devais expliquer quelle vidéo sont les jeux et pourquoi ils sont amusants, je leur montrerais ceci. Inclinez-vous, Ludwig ».
En novembre 2019, Ahgren est apparu dans une publicité sur le thème de Noël pour Micro-Star International faisant la promotion de la carte graphique RTX 20 Series. Ce n'était pas la première publicité dans laquelle Ahgren avait joué, car il s'était déjà présenté dans une publicité pour Hotels.com en 2018.
En 2019, Ahgren a lancé la ligne de vêtements Mogul Moves, qui comprend des sweat -shirts et des sweats à capuche affichant l'expression « Mogul Moves » en police universitaire. Pour le tournoi de Melee GENESIS 7, Ahgren a signé avec succès le futur vainqueur de la compétition, le joueur de Melee Zain, qui portait un sweat-shirt Mogul Moves pendant l'événement.
En janvier 2020, Ahgren, parmi d'autres concurrents et personnalités de Melee, tels que Mew2King et Plup, a participé à un tournoi sur invitation pour Pokémon Sword and Shield par le champion du monde Pokémon 2016, Wolfe Glick, où Ahgren a terminé premier,. Ahgren a également remporté un tournoi sur invitation organisé par Americas Cardroom pour couronner le « roi du Twitch Poker », battant Mang0 et Destiny dans le processus.
En juin 2020, Ahgren est invité à affronter d'autres streamers Twitch populaires dans le tournoi d'échecs amateur PogChamps of Chess.com, se classant deuxième dans la tranche de consolation. Il fait une apparition sur la couverture de l'édition d'août 2020 de Chess Life.
Le 7 décembre 2020, Ahgren a sorti un EP sur le thème de Noël intitulé A Very Mogul Christmas. Au cours du même mois, la chaîne YouTube d'Ahgren et sa chaîne Twitch ont atteint plus d'un million d'abonnés ; Cale Michael de Dot Esports a attribué sa croissance rapide à « l'expansion de son live Twitch, à sa collaboration continue avec d'autres grands créateurs et à sa volonté d'essayer de nouvelles formes de contenu à la fois en direct et pour sa chaîne YouTube ».
En janvier 2021, Ahgren a commencé à animer un premier jeu télévisé interactif sur Twitch intitulé Hivemind avec son collègue streamer Cr1TiKaL,,. L'émission a invité des invités de partout sur Twitch à participer.
Le 1er mars 2021, Ahgren a annoncé qu'il prenait un congé du streaming pour rendre visite à sa famille et à ses amis dans le New Hampshire. Le 4 mars 2021, Ahgren a subi une intervention chirurgicale d'urgence pour faire retirer son appendice[réf. nécessaire].
Ahgren est apparu dans le clip de la chanson de Sub Urban et Bella Poarch, « Inferno », sortie le 13 août 2021[réf. nécessaire].
En octobre 2021, Ahgren faisait partie d'une multitude de streamers dont les revenus Twitch ont été révélés au milieu d'une violation de données ; la fuite a révélé qu'entre août 2019 et octobre 2021, Ahgren avait gagné 3,3 millions de dollars directement via Twitch, une déclaration qu'Ahgren lui-même a confirmée.
Le 29 novembre 2021, Ahgren a annoncé qu'il quitterait sa plateforme de diffusion en direct actuelle, Twitch, et commencerait à streamer sur YouTube à partir du 30 novembre. Il l'a annoncé avec un court sketch comique publié sur ses pages Twitter et YouTube qui l'impliquait de faire exploser une voiture violette qui symbolisait Twitch,,.

### Subathon
Le 14 mars 2021, Ahgren commence un live « subathon », un live quasi continu de sa vie avec une horloge en cours d'exécution dictant combien de temps le live fonctionnerait, chaque abonnement à sa chaîne Twitch ajoutant dix secondes à la minuterie. Le live a continué même pendant qu'il dormait, tandis que ses modérateurs fournissaient des divertissements. Ahgren a placé un plafond maximum de 31 jours sur la longueur du live (qu'il a ensuite réduit à 30 jours), et bien qu'Ahgren s'attende à ce que la minuterie s'épuise après un jour ou deux au plus, le live a duré 30 jours, 7 heures, et 36 minutes, se terminant le 13 avril à 21 h PDT. Commençant le live avec environ 30 000 abonnés sur sa chaîne Twitch, Ahgren a terminé le live avec 283 061 abonnés, lui donnant le nombre d'abonnés simultanés le plus élevé de tous les temps sur le site, battant le précédent record détenu par le streamer Ninja de 269 154 abonnés en 2018.
Ahgren déclare que, pour le dernier jour du live, il donnerait cinq dollars par abonnement à la Humane Society des États-Unis et au St. Jude Children's Research Hospital.

### Podcast
Le 29 juin 2021, Ahgren a lancé un podcast intitulé The Yard avec ses trois colocataires.

## Vie privée
Ahgren vit actuellement à Los Angeles, en Californie, avec la streameuse Twitch QTCinderella et trois autres colocataires.

## Discographie
| Titre                    | Détails du PE |
| ------------------------ | --- |
| A Very Mogul Christmas . | - Sortie : 6 décembre 2020 - Étiquette : Mogul Records - Formats : téléchargement numérique, diffusion en continu |

## Filmographie

### Clips musicaux
| Année | Titre       | Artistes                  | Rôle       | Référence |
| ----- | ----------- | ------------------------- | ---------- | --------- |
| 2021  | " Inferno " | Sub Urban et Bella Poarch | Portier #2 | [ 50 ]    |